# Dobrosloveni
Dobrosloveni – wieś w Rumunii, w okręgu Aluta, w gminie Dobrosloveni. W 2011 roku liczyła 1298 mieszkańców.